# Шведски језик
Шведски језик (шведски: svenskaⓘ, svenska språket) је језик којим говори приближно 9 милиона људи. Као посебан језик јавља се у VIII веку. Спада у групу германских језика, односно у подгрупу северногерманских језика.

## Историја
Историјски, шведски језик је један од потомака старонордијског језика, и то његове источне подваријанте. Некад се средњовековни шведски назива рунски шведски, јер је писан рунским писмом. Нордијски је био заједнички језик који су говорили сви људи у Скандинавији у доба Викинга. У 9. веку стари нордијски језик се почео делити у две главне гране, источну и западну. Шведски заједно са данским, припадао је источном краку. Разлике између њих су почеле у 13. веку. Шведски језик који се говорио у средњем веку је познат као „стари шведски”. Овај период се односи на успостављање Римокатоличке цркве на овим просторима. У то време су латински и грчки имали снажан утицај на овај језик.
У наредном периоду, појављује се тзв. „нови шведски” као последица јаког тренда у потрази за националним идентитетом и европске реформације. Савремени шведски језик је створен када је краљ Густав Васа наредио да се Библија преведе на шведски. Нови завет је преведен 1526, а цела Библија 1541. Овај превод се обично назива Библија Густафа Васе. И многе друге књиге и књижевна дела у то време су преведена на шведски. Библија Густава Васе се често сматра разумним компромисом између старог и новог шведског. То је био велики корак ка успостављању сталног шведског правописа. Он је успоставио кориштење самогласника „å”, „ä”, и „ö”, а правопис „ck” уместо „kk”, разликујући је јасно од данске библије. Можда је то намерно урађено због тадашњег супарништва између ове две земље.
Већ од  века почињу да се јављају поддијалекти шведског језика. Тренутно се издвајају две врсте дијалеката у Шведском језику: у Шведској и у Финској. У јужном делу Шведске - Сканији (Skåne), говорни језик је подлегао веома јаким данским утицајима. Писани језик се енергично развија као симбол националне моћи, а 1786. године краљ Густаф III оснива Шведску академију. Стандардни језик је почео да се појављују у 17. веку, заснован првенствено на Свеа дијалектима који се говоре у Стокхолм и око језера Малар, али и уз неке делове из Гета дијалеката. Шведски језик се шири на рачун данског након освајања јужних и западних провинција у 17. веку.
Период који укључује шведски као што се говори и данас се у лингвистичкој терминологији назива „нусвенска”. Уз индустријализацију и урбанизацију Шведске која се увелико одвијала током последњих деценија 19. века, нова врста аутора су оставила свој траг на шведску књижевност. Многи аутори, научници, политичари и друге јавне личности су имали велики утицај на нови национални језик који је био у настајању. Најутицајнији од свих је био Аугуст Стриндберг (1849-1912).
У 20. веку је дошло до формалне стандардизације шведског, као и до мањих језичких промена (рецимо, употреба заменице „ти“ у говорном језику, као и у енглеском). Током 20. века заједнички, стандардизирани национални језик постао је доступан свим Швеђанима. Правопис је коначно устаљен, и био је готово у потпуности јединствен, са изузетком неких мањих одступања, до времена реформе правописа 1906. године.

## Читање и фонетика
Читање и фонетика се у овом примеру базирају на стандардном књижевном шведском.

### Самогласници
- a: [ɑː] ако је после њега један сугласник
- a: [a] ако је после њега двоструки сугласник
- å: [oː] ако је после њега један сугласник
- å: [ɔ] ако је после њега двоструки сугласник
- ä: [ɛː] ако је после њега један сугласник
- ä, e: [⁠æ] ако су после њих r и још неки сугласник
- ä, e: [⁠æː] ако је после њих само r
- e: [eː] ако је после њега један сугласник
- i: [iː] ако је после њега један сугласник
- i: [ɪ] ако је после њега двоструки сугласник. Слово i је иначе затвореније него обично
- iе: [iː] или [eː]
- o: [ʊ⁠] (ређе као [⁠o⁠]) када се после њега налази двоструки сугласник
- o: [uː⁠⁠] (ређе као [ɔː]) када се после њега налази један сугласник
- ö: [øː] (мукло е), каже се е, само се скупе усне у круг као да ће се рећи о. Тако се чита када се после њега налази један сугласник
- ö: [œ⁠] чита се када се после њега налази двоструки сугласник. Отвореније је од гласа [øː]
- ö: [œː⁠] ако је после њега r и после њега нема ниједног сугласника
- u: [ʉː] ако је после њега један сугласник
- u: [ɵ] ако је после њега двоструки сугласник
- y: [yː] (или фућкајуће и), каже се и, само се скупе усне у круг као да ће се рећи у. Овако се чита ако се после њега налази један сугласник
- y: [ʏ⁠] ако се после њега налази двоструки сугласник. Треба рећи да је овај глас отворенији од гласа [yː]

У примерима је већ примећено да се самогласници разликују по дужини у зависности од тога где се налазе.
Такође, када се после самогласника налази неколико различитих сугласника, тада се самогласник чита кратко, нпр.: choklad [ɧʊ⁠ˈklɑːd].

### Сугласници
- c: [s]  (испред e, i, y, ä & ö)
- c: [k] у осталим случајевима. Када је c само како год се чита (да није у диграфима ch и ck) налази се углавном се налази у страним речима и властитим именима
- ch: [ɧ] (ређе као [ɕ]) не важи за реч och (везник и)
- ck: [k]
- f, ph: [f]
- g: [ј] (испред e, i, y, ä & ö)
- g: нечујно [g] на крају речи
- g: [g] у осталим случајевима
- gn: [ŋn]
- j, dj, gj, hj, lj: [j]
- k: [ɕ] (испред e, i, y, ä & ö)
- k: [k] у осталим случајевима. Звучи као к испред слова е и слова и у српском, претежно на крају речи и испред a
- kj, tj: [ɕ]
- lg: [lj] на крају речи
- ng: [ŋ]
- r: [r]
- rd: [ɖ]
- rl: [ɭ]
- rn: [ɳ]
- rs: [ʂ]
- rt: [ʈ]
- s, z: [s]
- sj, skj, stj, sch: [ɧ] sch се најчешће може видети у страним речима. Глас [ɧ] је иначе у средини између гласова [ʃ] и [x]
- sk: [ɧ] (ређе као [ʃ]) (испред e, i, y, ä & ö)
- sk: [sk] у осталим случајевима
- tion: [ɧuːn] на крају или при крају речи
- tien: [siɛːn] на крају или при крају речи

Двострука слова се читају као и да је само једно написано.
Гласови [ɖ], [ɭ], [ɳ], [ʂ] и [ʈ] су ретрофлексивни, што значи да се врх језика и средње непце додирују.
Остала слова и гласови, сем ових у правилу читања, читају се као и у српском.
Стандардни шведски не поседује гласове [z] и [ə]. Код читања и говора је карактеристична употреба мелодијског акцента који је нестао из већине индоевропских језика.

### Самогласници
- a - [ɑː]: mat, jag, bra
- a - [a]: matt, ja
- å - [oː]: mål, två
- å - [ɔ]: åtta
- ä - [ɛː]: häl
- ä, e - [⁠ɛ⁠]: gräns, fett
- e - [eː]: fet
- ä, e - [⁠æ]: värk, verk
- ä, e - [⁠æː]: här, Sverige
- i - [iː]: vit, sil
- i - [ɪ]: sill
- o - [ʊ⁠]: choklad, bott
- o - [uː⁠⁠]: god, bok
- ö - [øː]: nöt, öl, över, ö
- ö - [œ⁠]: nött, börja
- ö - [œ⁠ː]: hörapparat, öra, för
- u - [ʉː]: sju
- u - [ɵ]: guld
- y - [yː]: syl, syd
- y - [ʏ⁠]: syll

### Сугласници
- c - [s]: encyklopedin, center
- c - [k]: Marcus
- ck - [k]: tack, böcker
- f, ph - [f]: fem, fru
- g - [ј]: genom, göra
- g - нечујно [g] на крају речи: viktig, dag, väldigt
- g - [g]: god, gul
- j, dj, gj, hj, lj - [j]: jord, djur, hjärta, vilja
- k - [ɕ]: kilometer, kött
- k - [k]: mjölk, kon
- kj, tj - [ɕ]: tjänst, kjol
- lg - [lj]: älg
- ng - [ŋ]: ung, översättning
- r - [r]: rättigheter
- rd - [ɖ]: nord, jord
- rl - [ɭ]: Karl, kärl
- rn - [ɳ]: örn, stjärna
- rs - [ʂ]: översätt, torsdag, varsågod
- rt - [ʈ]: parti, tårta, art
- s, z - [s]: sot, spela, zebra
- sj, skj, stj, sch, ch - [ɧ]: sju, stjärna, schack, choklad
- sk - [ɧ]: skicka, skepp, skön
- sk - [sk]: svenska, pandemiska
- tion - [ɧuːn]: generation

## Класификација и сродни језици
Шведски је члан источноскандинавске групе, која припада северногерманској грани германских језика, која је члан индоевропске породице језика.

### Суседни језици
Шведски језик, заједно са књижевним норвешким и данским, као са својим најближим рођацима, формира чврст и добро дефинисан језички регион, који је од других језика одвојен језичким границама. Његови суседи су: на северу севернолапонски језик; на истоку фински језик; на југу дански језик (преко Ересундског моста); на западу норвешки језик. Сем финског и севернолапонског, сви остали језици су из северногерманске групе германских језика.
Ситуација постаје сложенија када почињу да разговарају Швеђани са Норвежанима или Данцима, јер ту између норвешког, шведског и данског постоји језичка непрекидност (континуум), без језичких граница. На таквом простору, сваки дијалекат је разумљив са његовим суседом, али дијалекти који су физички удаљени често нису међусобно разумљиви. Нпр., Швеђанин који живи на граници Шведске и Норвешке ће се боље разумети са Норвежанином на истој граници, него нпр. Швеђанин из Стокхолма и Норвежанин из Бергена. Норвешки се такође дели на књижевни и новонорвешки, а новонорвешки је ипак различитији и од књижевног норвешког и од шведског. Иста ствар је и када се Швеђанин споразумева са Данцем. Дански такође има не толико фонетски изговор, колико шведски и норвешки имају, те дански постаје мало изазован да Швеђанин разуме.
Док је шведски на много начина сличан норвешком и данском, постоје мале разлике у писању, вокабулару и читању. Упоредите, нпр.:
норв. 
дан. 
швед. 
Најмањи камелеон, који је потпуно одрастао је дуг 2 cm, а највећи може лако да достигне дужину од 80 cm.
Ево још једне реченице:
норв. 
дан. 
швед. 
Најбржа копнена животиња је гепард. Може да иде и до 120 километара на час.
Писано се генерално могу разумети, јер као што се може у примерима, имају малих неких разлики у писању. Али кад дође говорно, слабије се разумеју, нарочито са Данцима.

### Званични статус и број говорника
Шведски је главни језик Шведске, где је матерњи језик за око 9,2 милиона становника. Шведски је уставни национални језик Финске, где је матерњи језик за 0,3 милиона становника и службени језик Оланда.
У Финској се шведски језик говори као матерњи језик од стране мањине која је 2011. године бројала 291.000 говорника, што одговара око 5,3 процента од укупног становништва. Шведски језик разумеју или говоре у неком степену и већина финског говорног становништва. Финска шведска мањина је концентрисана у приобалним и острвским областима у Остроботу, Аболандији и Ниланду (са главним градом). У овим областима шведски језик често доминира у мањим местима, а у неким општинама је шведски једини административни језик. Такође, неке општине у другим регионима где се говори искључиво фински имају значајне шведски говорне мањине, које се у финско-шведском језику називају шведске језичке острва. Године 1610. проценат шведског говорног становништва у Финској био је 17,5 процената. Овај проценат је од тада постепено опадао, упоредите: финска асимилација. Након Другог светског рата, ово се може делимично објаснити прекомерном заступљеношћу шведски говорних Финских становника у миграционим струјама које су ишле из Финске у Шведску. Између 1945. и 1976. године 400.000 особа из Финске дошло је у Шведску, од којих је 200.000 остало трајно. Од њих се наводи да је трећина била шведски говорна, што се може упоредити са око шест процената шведски говорног становништва у укупном финском становништву у истом периоду.
Такође, у другим скандинавским земљама постоје мањине које говоре шведски – 30.000 у Норвешкој и 11.000 у Данској (2010). Постоји значајна миграција између скандинавских земаља, али због сличности у култури и језику, ови имигранти се често асимилују и не истичу се као посебна етничка мањина, осим Финске. Такође, мала шведски говорна мањина у Естонији може се додати, која је тамо живела од 1200-их година. Још увек постоји мали број особа које говоре шведски као матерњи језик на неким местима у историјским шведским подручјима дуж северозападне обале и на острвима (Ајболанд).
Према попису из 2004. године, око 67.000 људи у САД-у говори шведски (што шведски чини педесетим најчешћим језиком у САД), али без специфицирања колико добро они владају језиком. Већина подручја где највише становника говори шведски налази се у Минесоти. Према попису из 2001. године у Канади, тада је 17.000 особа говорило шведски, али као и у САД-у недостају подаци о томе колико добро се влада језиком.
Поред горе поменутих група, према Статистичком центру, постоји 228.226 Швеђана у иностранству који су се одјавили као становници Шведске између 1969. и 2006. године и никада се нису вратили. Земље са значајним мањинама које говоре шведски су, између осталог, Немачка и Уједињено Краљевство (по 30.000 у свакој земљи), Шпанија (17.000), Француска (15.000), Канада (види горе), Аустралија и Швајцарска (по 6.000 у свакој земљи), Белгија (5.000) и Италија (3.000). Сви подаци су из 2010. године.

### Дијалекти
Језичка дефиниција шведског дијалекта јесу локалне варијанте, које нису биле под великим утицајем стандардног језика и чије се порекло може пратити до старонордијског. Често се називају сеоским или пародијским циљевима. Многи од аутентичнијих дијалеката који се говоре на местима као што су: Орса и Елвдален у Даларни, Шефтео у Вестерботнији, Каликс у Норботнији или Нерпес у Естерботнији често имају карактеристичне фонолошке и фонетске аспекте као што је одржавање старијих система падежа. Ови дијалекти могу бити за већину Швеђана неразумљиви и понекад се сматрају засебним језицима. Поред тога, многи Швеђани говоре течно стандардни шведски (или високошведски, као у случају финског шведског).
Дијалекти су често толико локални, да се могу поделити на појединачне парохије. Традиционално су се груписали у 6 главних дијалекатских области, који међусобно имају сличне карактеристике у погледу граматике, изговора и речника. Границе између тих области није оштра и одвајање превасходно има васпитну функцију.

## Пример текста
Члан 1 Универзалне декларације о људским правима:
```
Alla människor är födda fria och lika i värdighet 
och rättigheter. De är utrustade med förnuft och 
samvete och bör behandla varandra i en anda av broderskap.
```

## Граматика
Као и већина других германских језика, шведски такође има искључиво две форме падежа (номинатив и генитив форма). Правила писања у шведском одговарају некадашњем изговору речи, тако да постоји јаз између писане и изговорене речи.

### Чланови и родови
Шведски поседује два одређена, два неодређена члана и одређени члан за множину, као и два рода (заједнички и неутрални, шведски uter и neuter, осим код заменица, где су ту три рода). Неодређени чланови су као и код осталих германских језика, засебне речи. Међутим, одређени чланови су као и код осталих северногерманских језика, наставци који иду на крај речи (што се тиче реченица где су само именице). Када је ту неки придев, онда је одређени члан одвојена реч и иде пре придева. Притом се додаје још један члан као наставак.
Ево су одређени чланови (као наставци):
-en - означава заједнички род (за неке речи се изоставља e) ;
-et - означава средњи род (за неке речи се изоставља e) ;
-na - означава заједнички род множине ;
-en - означава средњи род множине ;
Ево су одређени чланови пре придева:
Den - означава заједнички род ;
Det - означава средњи род ;
De - означава множину.
Ево су неодређени чланови:
En - означава заједнички род ;
Ett - означава средњи род.

### Именице
У шведском је специфично да речи могу бити јако дуге (сложенице) или да се пишу заједно, где се у српском углавном пишу одвојено (стога и немамо утисак да су сложенице), нпр. hundkoja или hundhus (срп. кућица за псе).

### Глаголи
Шведски глаголи се мењају према:
- једној од две конјугације, слабој и јакој. Постоји око 100 глагола који се неправилно мењају (шведски нема конјугације глагола по лицима и броју, али по временима глаголи могу бити неправилни).
- три начина: индикатив, кондиционал и императив
- два рода: актив и пасив; пасив се дели на статички и динамички.
- два проста времена (презент, претерит) и 4 сложена времена (перфект, плусквамперфект, футур, футур II)

Такође постоје бројни начини да се прошири значење основног глагола коришћењем више префикса, нпр. av (један од префикса који мења значење глагола) + ta (узети) = avta (скинути, скидати).
Ствар која је за шведски специфична јесте да ниједан глагол нема конјугацију по лицима.
Наставак за инфинитив свих глагола у шведском јесте -a или други самогласници.
Постоје четири групе глагола у презенту. То су они који се завршавају на -аr, -er и -r.
Једна ствар слична енглеском to за прављење инфинитива, нпр.: to go (ићи), тако и у шведском постоји att за прављење инфинитива, нпр.: att spela (играти, свирати).
Пример мењања глагола у презенту att läsa (читати):
| Лице    | једнина             | множина      |
| ------- | ------------------- | ------------ |
| 1. лице | jag läser           | vi läser     |
| 2. лице | du läser            | ni läser     |
| 3. лице | han, hon, det läser | dom/de läser |

### Придеви
Придеви мењају свој облик у зависности од рода и члана. На основу тога постоје два типа придевске инфлексије: слаба и јака.

#### Слаба инфлексија
Слаба инфлексија се користи када уз именицу и придев иде одређени члан. Ево табеле како изгледа:
| пример придева stor (велики) | пример придева stor (велики) | пример придева stor (велики) | пример придева stor (велики) |
| Лице                         | Лице                         | једнина                      | множина                      |
| ---------------------------- | ---------------------------- | ---------------------------- | ---------------------------- |
| Родови                       | Заједнички                   | stor                         | stora                        |
| Родови                       | Средњи                       | stort                        | stora                        |

#### Јака инфлексија
Јака инфлексија се користи када уз именицу не иде ни један члан или иде неодређени члан. Ево табеле како изгледа:
| пример придева snabb (брз) | пример придева snabb (брз) | пример придева snabb (брз) | пример придева snabb (брз) |
| Лице                       | Лице                       | једнина                    | множина                    |
| -------------------------- | -------------------------- | -------------------------- | -------------------------- |
| Родови                     | Заједнички                 | snabba                     | snabba                     |
| Родови                     | Средњи                     | snabba                     | snabba                     |

## Писање
Шведски језик је писан латиничним алфабетом, поред стандардних 26 латиничних знакова, шведски поседује два самогласника са прегласима (умлаутима): Ää и Öö, као и самогласник са посебним прегласом: Åå.

## Алфабет
|  |  |  |  |  |  |
|  |  |  |  |  |  |
|  |  |  |  |  |  |
|  |  |  |  |  |  |
|  |  |  |  |  |  |

## Позајмљенице
Најјачи страни утицаји на шведски језик су дошли из немачког, нисконемачког, француског, латинског, грчког, а од скорије и енглеског.
Речи словенског порекла је мало; пример: gräns (граница), gurka (краставац) и lök (лук).
| Шведска реч  | Значење            | Порекло     |
| ------------ | ------------------ | ----------- |
| armén        | армија, војска     | француски   |
| arrangemang  | аранжман (музички) | француски   |
| chans        | шанса              | француски   |
| cigarr       | цигара             | шпански     |
| courage      | храброст           | француски   |
| disposition  | лош положај        | латински    |
| exempel      | пример             | латински    |
| feuilleton   | чланак             | француски   |
| friktion     | трење              | латински    |
| futur        | будуће време       | латински    |
| genre        | жанр               | француски   |
| kaffe        | кафа               | италијански |
| kanel        | цимет              | латински    |
| mammut       | мамут              | мансијски   |
| mikroskop    | микроскоп          | грчки       |
| parti        | политичка партија  | француски   |
| påsk         | божић              | латински    |
| passagerare  | путник             | француски   |
| pasta        | тестенина          | италијански |
| position     | позиција           | латински    |
| positiv      | позитив            | латински    |
| psykologi    | психологија        | грчки       |
| rekommendera | предложити         | латински    |
| religion     | религија           | латински    |
| schack       | шах                | арапски     |
| siffra       | цифра              | арапски     |
| tabu         | табу               | тонган      |
| tårta        | торта, колач       | италијански |
| trafik       | саобраћај          | латински    |

## Примери шведских фраза
| Превод                          | Фраза | IPA |
| ------------------------------- | ----- | --- |
| шведски                         |       |     |
| здраво                          |       |     |
| довиђења                        |       |     |
| нема на чему                    |       |     |
| изволите                        |       |     |
| хвала, молим                    |       |     |
| тај/онај                        |       |     |
| колико?                         | ?     |     |
| да                              |       |     |
| не                              |       |     |
| колико је сати?                 | ?     |     |
| где је тоалет?                  | ?     |     |
| здравица                        |       |     |
| Да ли говорите енглески/српски? | ?     |     |
| Не разумем                      |       |     |
| Извините                        |       |     |
| Не знам                         |       |     |

## Основни појмови
- Hallå — Здраво
- God morgon — Добро јутро
- God dag — Добар дан
- God kväll — Добро вече
- Godnatt — Лаку ноћ
- Hejdå — Довиђења
- Hur mår du — Како си/сте
- Tack — Хвала, Молим
- Jag heter — Ја се зовем
- Jag är ... (år) — Ја имам ... година
- Ja — Да
- Nej — Не
- Бројеви од 0 до 10: 0. noll, 1. en, ett, 2. två, 3. tre, 4. fyra, 5. fem, 6. sex, 7. sju, 8. åtta, 9. nio, 10. tio